# Гроссето (провинция)
Гроссе́то (итал. Provincia di Grosseto) — провинция в Италии, находится на юге региона Тоскана. Является одной из самых больших провинций региона. Население провинции составляет 221 тыс. человек. По плотности населения, провинция является одной из самых незаселённых на всей территории Италии. Провинцией управляют 28 муниципалитетов, включая центральный город Гроссето, в центре которого во дворце Альдобрандески (ит.), также известном как Дворец Провинции, проходят собрания членов провинции.

## География
Гроссето располагается на территории в 4500 км². Территория в основном холмистая, однако в провинции есть и равнинные территории, и районы с морским климатом, и несколько болотистых местностей. Прибрежная полоса также характеризуется некоторыми влажными участками, такими как лагуны и болотистая местность (см. Бурано).

## История
Провинция стала автономной в 1766 году, когда герцог Пьетро Леопольдо учредил Нижнюю Сиенскую провинцию в рамках административных реформ региона. Нижняя Сиенская провинция получила имя Гроссетский округ.

## Экономика
Провинция была признана в Италии как первый деревенский округ благодаря абсолютному доминирования сельского хозяйства в пределах региона. На уровне промышленности преобладают малые и средние предприятия, работающие на нужды региона. Крупнопромышленные предприятия работают только в округе Касоне, где функционируют два крупных химических завода, работающих на нужды парфюмерной промышленности.